# Монтеморо (Асколи Пичено)
Монтеморо (итал. Montemoro) насеље је у Италији у округу Асколи Пичено, региону Марке.
Према процени из 2011. у насељу је живело 46 становника. Насеље се налази на надморској висини од 676 м.